# Krapinske toplice
Koordinati:   46°5′25″N, 15°50′13″E
Krapinske toplice so zdraviliški in rekreacijski center na Hrvaškem.
Krapinske toplice so najbolj znane toplice v Hrvaškem Zagorju. Toplice ležijo na nadmorski višini okoli 160 mnm v majhni dolinici rečice Kosteline obdane z griči oddaljene okoli 45 km od Zagreba. V okolici toplic je veliko zelenja in parkov ter pestra zagorska pokrajina z zidanicami in vinogradi. Podnebje je zmerno kontinentalno s srednjo letno temperaturo okoli 19ºC. Izviri termalne vode v Krapinskih Toplicah so znani že iz rimskih časov, ko so izvir imenovali Aquae Vivae. Prve preiskave vode pa so bile opravljene leta 1772. Sredi 19. stoletja je Jakob Badel zgradil prvo poslopje bolnice in tako postavi temelj bodočemu zdravilišču.

## Naravno zdravilno sredstvo
Naravno zdravilno sredstvo so hiperterme  s štirimi termalnimi vrelci rahlo radioaktivne kalcij, magnezij, hidrokarbonatne vode s temperatute 39 do 41ºC, ter zdravilno blato.

## Zdravljenje
- Indikacije: revmatične bolezni (vnetninske, metabolične, degenerativne, izvensklepne), diabetes z vsemi komplikacijami, rehabilitacija cerebrovaskularnih bolezni in govorne motnje, posttravmatična stanja, srčne bolezni in blezni ožilja.
- Kontraindikacije: običajne znane za termalna zdravilišča
- Izvajanje zdravljenja:kopeli (v bazenih in posamezne kopeli), pitje tople mineralne vode, blatne obloge, medicinska telovadba, elektro in termoterapije, trakcije in vse vrste masaž, možnost dietne prehrane, ter delavna in krioterapija.[1]

## Rekreacija
Več pokritih in zunanjih bazenov, savna, avtomatsko kegljišče, tenis, namizni tenis, sprehodi in kolesarjenje.